# Stadio Gdańsk
Lo stadio Gdańsk (in polacco Stadion Gdańsk), già noto come PGE Arena Gdańsk, è uno stadio di Danzica, città della Polonia.
Inaugurato nel 2011, è stato costruito in vista del campionato europeo di calcio 2012, organizzato da Polonia e Ucraina. Ha ospitato tre partite del girone C e un quarto di finale del torneo. Annoverato tra gli stadi più belli e moderni d'Europa, è sede delle partite casalinghe del Lechia Gdańsk, dalla terza giornata del campionato 2011-2012 (1-1 contro il Cracovia).

## Costruzione
Le dimensioni dello stadio sono: 236 m di lunghezza, 203 m di larghezza e 45 m di altezza. La facciata, di superficie totale a 4,5 ha, è ricoperta da 18 000 moduli di policarbonato, con 6 varietà di colori ricordanti l'ambra (di cui Danzica è considerata "capitale" mondiale). I due loghi dello stadio (sospesi sulla parte occidentale ed orientale), sono stati realizzati con la tecnica del LED, ed hanno un'altezza di 8 m e lunghezza di 35 m. Le dimensioni del campo sono di 105 m x 68 m.

## Capienza
La capienza dello stadio è di 43 615 posti nelle partite di campionato. Durante il campionato europeo del 2012 la capienza fu ridotta a 40 000 spettatori. Nello stadio si trovano 40 box vetrati, otto di 60 m², e trentadue di 30 m². Ci sono anche 1383 posti "VIP" di standard superiore, dotati di comode sedie e si trovano appena sotto i box. I clienti dei box e dei posti "VIP" hanno un ingresso separato rispetto al resto dei tifosi.

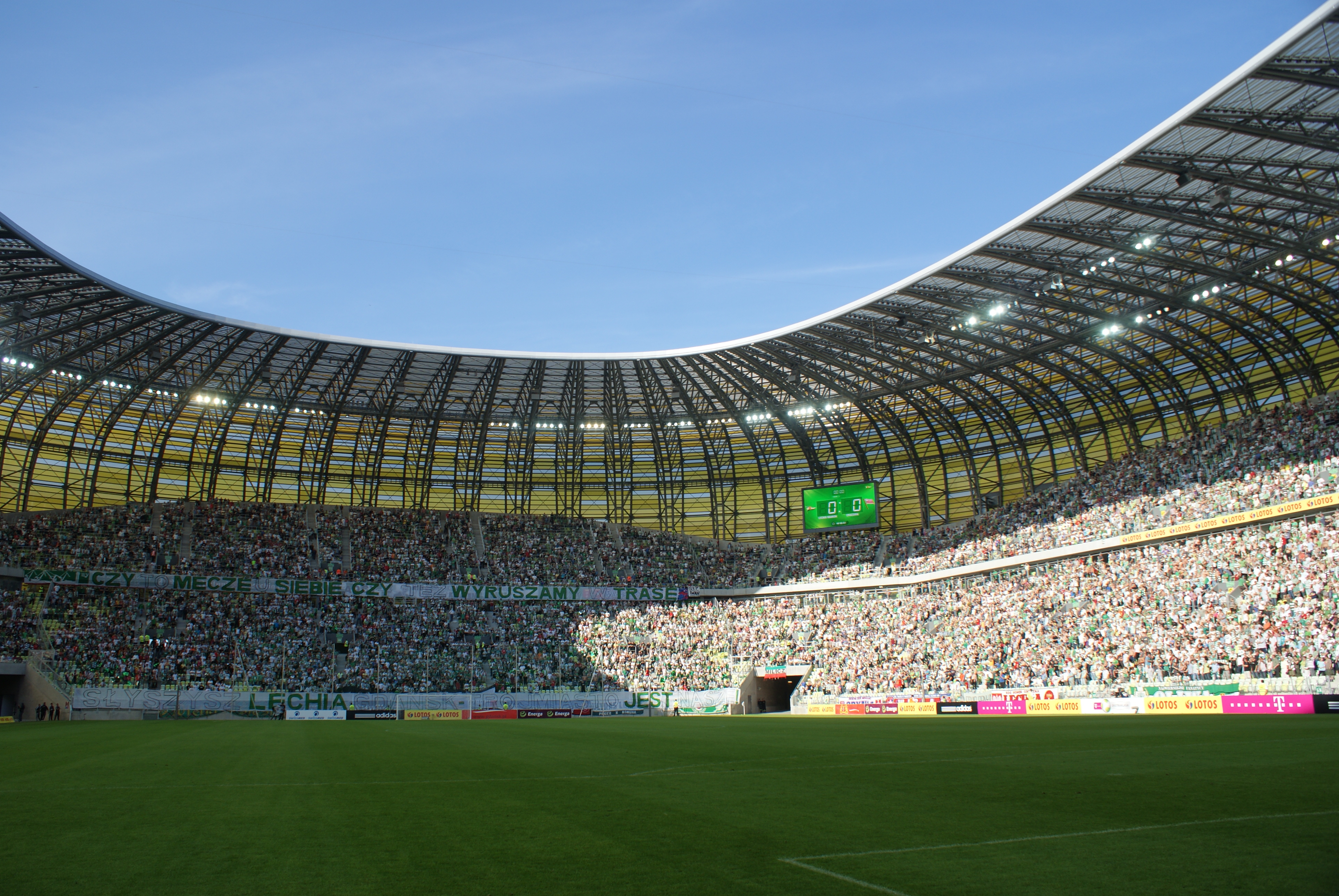
PGE Arena Gdańsk

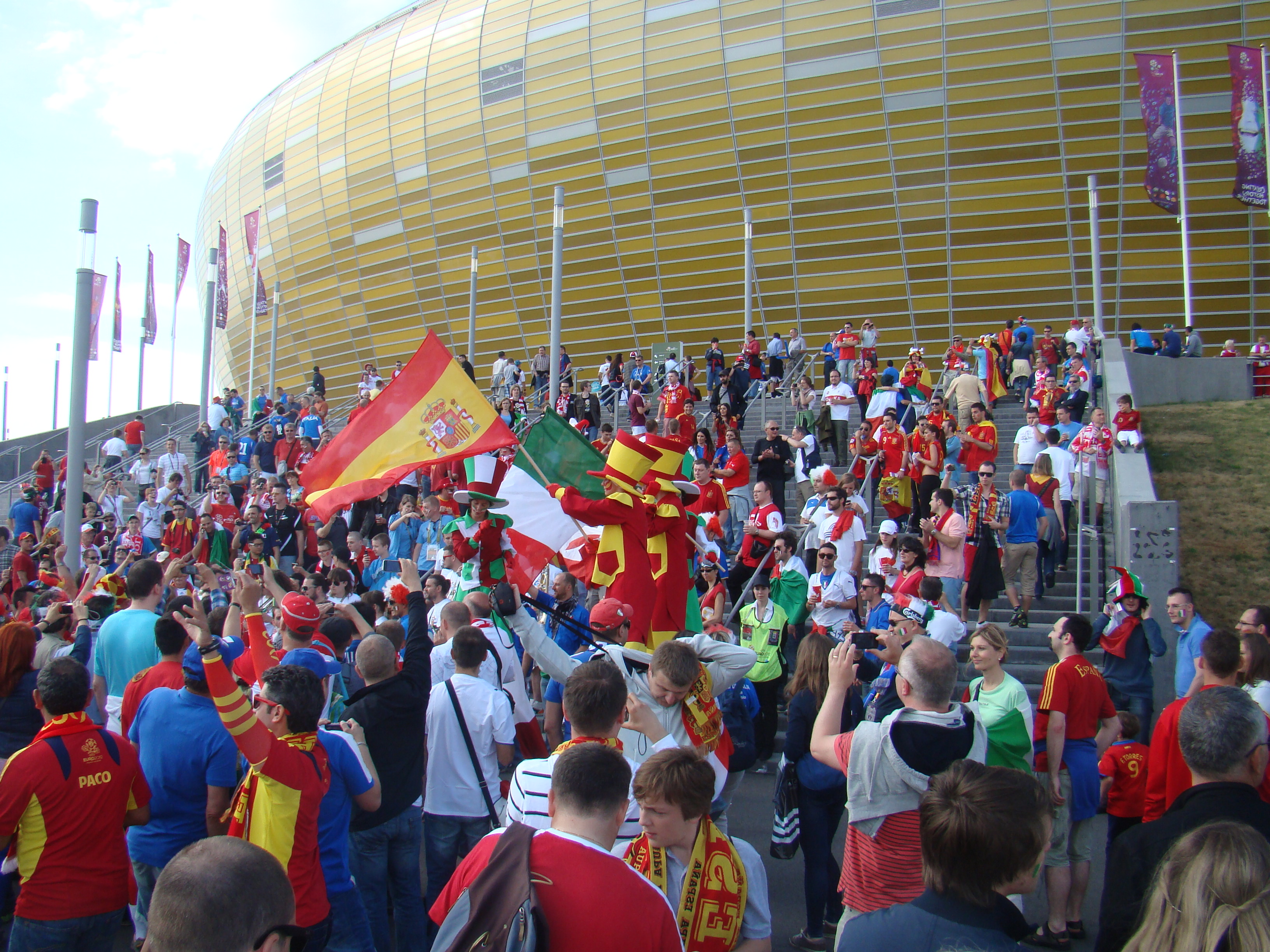
Tifosi fuori la PGE Arena prima di Italia-Spagna, partita d'esordio del gruppo C a Euro 2012

Tutti i sedili dello stadio hanno varietà di colori verdastre, sia chiarissime che scure, in riferimento ai colori sociali della squadra di casa: il bianco e verde. Inoltre, sulle tribune sud, i sedili sono stati colorati in bianco per raffigurare la scritta "Lechia Gdańsk".

## Calendario
- 2011
  - 19 luglio - Sottoscrizione del Permesso Ufficiale all'utilizzo dell'impianto: ultimazione formale dei lavori
  - 6 agosto - Inaugurazione ed open day dell'impianto.
  - 14 agosto - Partita inaugurale - Lechia Gdańsk – Cracovia (1:1)
  - 6 settembre - prima partita internazionale - amichevole  Polonia –  Germania (2:2)
- 2012
  - 10 giugno - prima partita di UEFA EURO 2012 -  Spagna -  Italia (1:1)
  - 27 settembre - Concerto della cantante statunitense Jennifer Lopez: unica tappa polacca del Dance Again World Tour
  - 14 novembre - partita amichevole -  Polonia -  Uruguay (1:3)
- 2013
  - 19 giugno - Concerto del gruppo statunitense Bon Jovi: tappa polacca del Because We Can - The Tour
  - 20 luglio - partita amichevole  Lechia Danzica -  Barcellona
  - 14 agosto - partita amichevole -  Polonia -  Danimarca
- 2014
  - 19 agosto - Concerto del cantante statunitense Justin Timberlake: unica tappa polacca del The 20/20 Experience World Tour
- 2015
  - 29 luglio - partita amichevole  Lechia Danzica -  Juventus
- 2017
  - 20 giugno - Concerto del gruppo statunitense Guns N' Roses: unica tappa polacca del Not in this Lifetime
- 2021
  - 26 maggio - Finale di Europa League tra Villarreal e Manchester United

## Partite del campionato europeo di calcio 2012
Lo stadio ha ospitato le seguenti partite del campionato europeo di calcio 2012:
| Data           | Tempo (CET) | Squadra #1 | Ris.  | Squadra #2 | Fase del torneo  | Spettatori |
| -------------- | ----------- | ---------- | ----- | ---------- | ---------------- | ---------- |
| 10 giugno 2012 | 18:00       | Spagna     | 1 - 1 | Italia     | Girone C         | 38 869     |
| 14 giugno 2012 | 20:45       | Spagna     | 4 - 0 | Irlanda    | Girone C         | 39 150     |
| 18 giugno 2012 | 20:45       | Croazia    | 0 - 1 | Spagna     | Girone C         | 39 076     |
| 22 giugno 2012 | 20:45       | Germania   | 4 - 2 | Grecia     | Quarti di finale | 38 751     |

## Galleria d'immagini

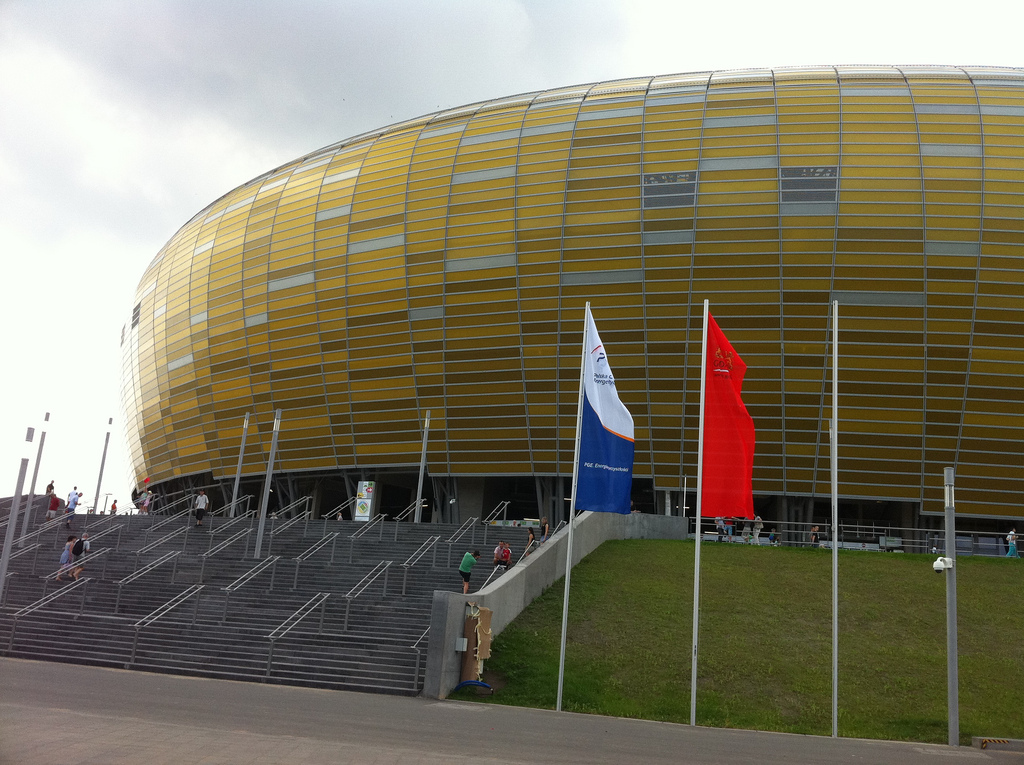
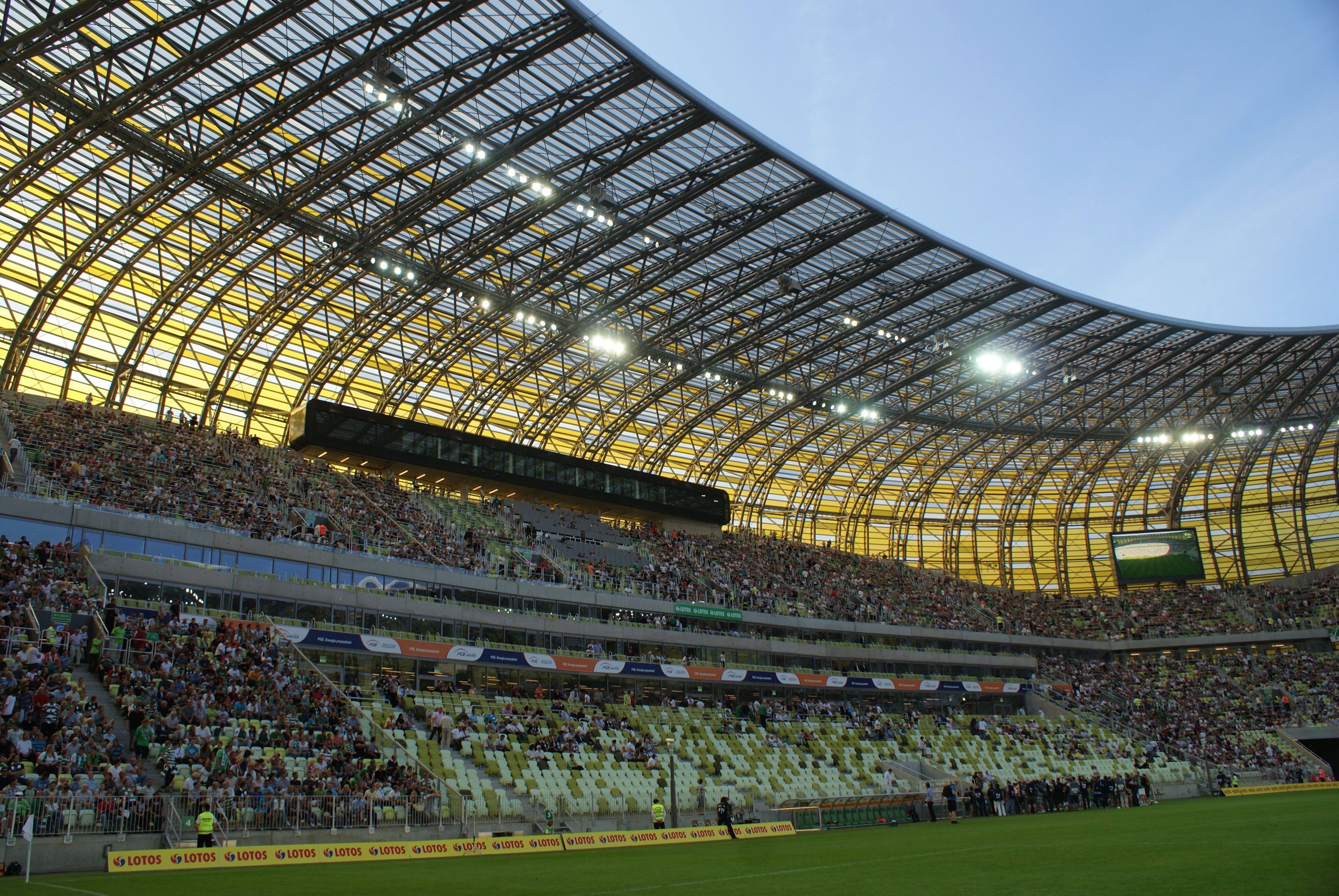
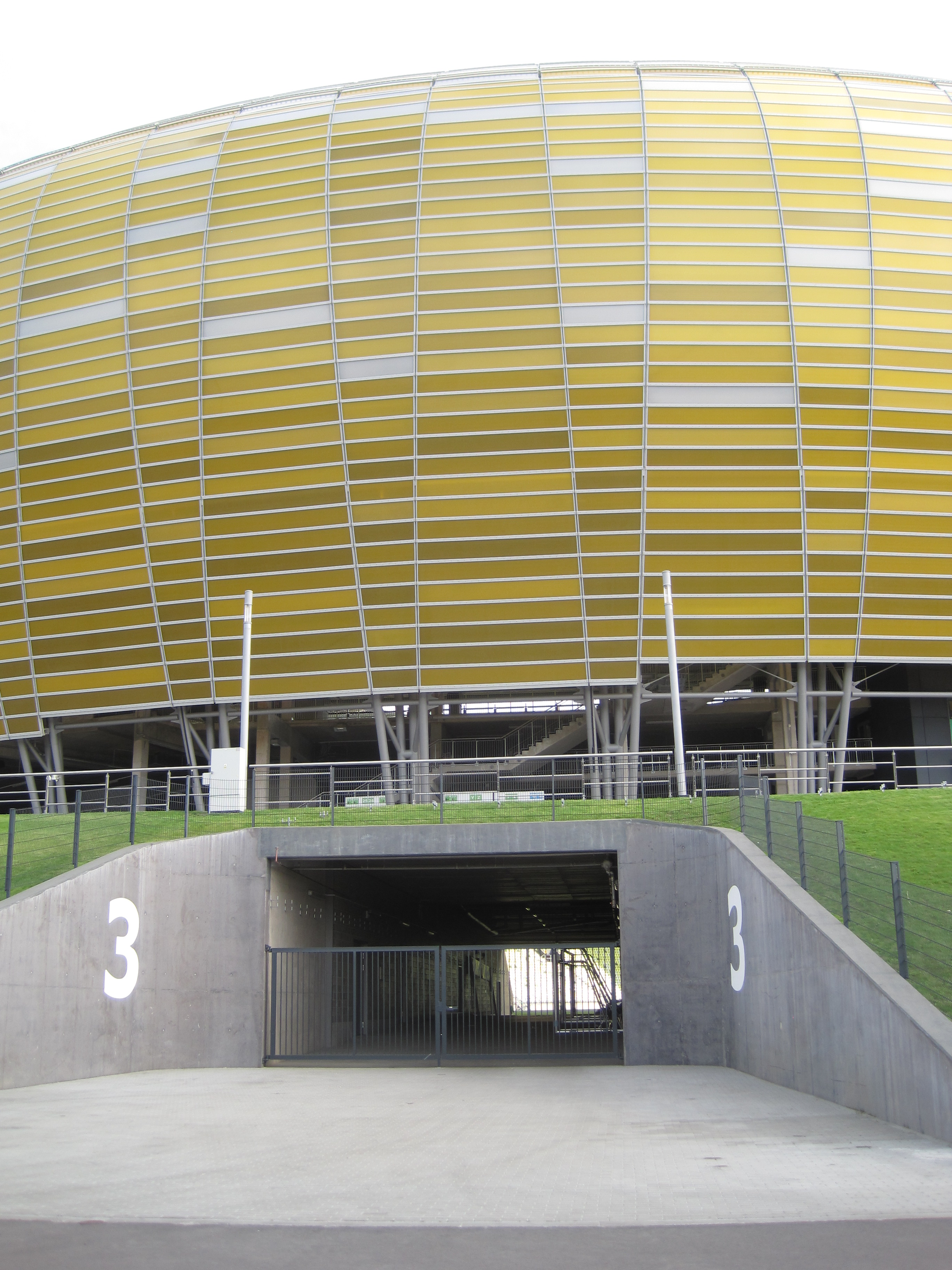
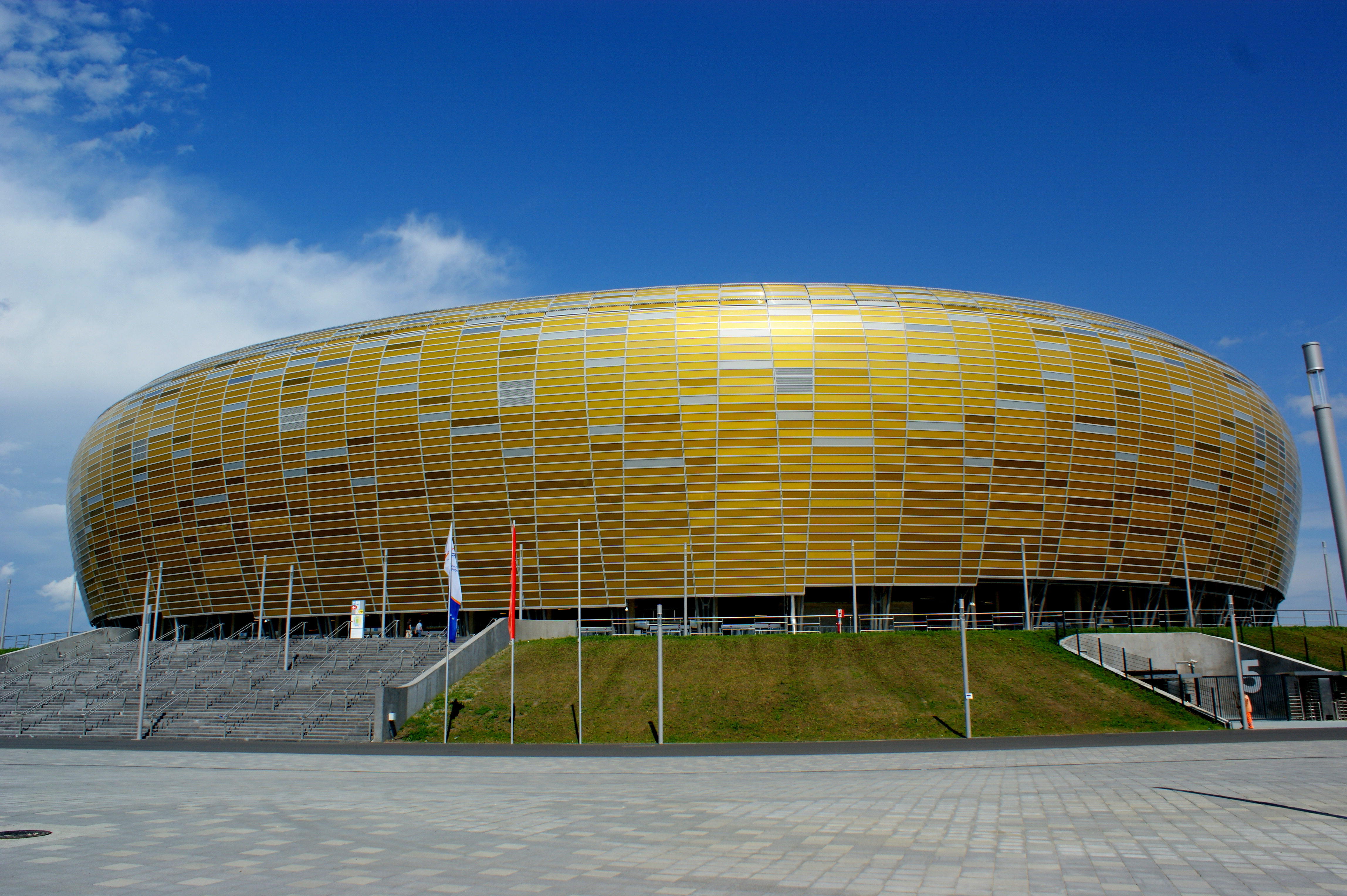